# 荘学忠
荘 学忠（そう がくちゅう）は、マレーシアの演歌歌手・タレント。同じくマレーシア出身で尚美学園大学准教授・荘発盛は従兄弟である。日本の演歌をカヴァーしている。

## 略歴
セランゴール州にて生まれる。祖籍は福建省恵安県泉港区の華人であり、本人は移民3世に当たる。父親の庄绍荣はシンガポール出身だが、戦時中にクラン (セランゴール州)に疎開し、其処で終戦迄過ごす。その後は再びシンガポールに戻って仕事をしていたが再びクランに移住した経歴を持つ。国内外で数多くのコンサートを行う様になる。また、従兄弟が日本在住の事もあり、従兄弟を頼って時々来日している。
敬虔な仏教徒であり、寺院主催のコンサートも行う事がある。